# Lijst van voetbalinterlands Mali - Zuid-Soedan
Deze lijst van voetbalinterlands is een overzicht van alle officiële voetbalwedstrijden tussen de nationale teams van Mali en Zuid-Soedan. De Afrikaanse landen speelden tot op heden zes keer tegen elkaar. De eerste ontmoeting, een kwalificatiewedstrijd voor de Afrika Cup 2017, werd gespeeld in Bamako op 13 juni 2015. Het laatste duel, een kwalificatiewedstrijd voor de Afrika Cup 2023, vond plaats op 8 september 2023 in de Malinese hoofdstad .

## Wedstrijden
| № | Plaats  | Datum            | Competitie                   | Wedstrijd          | Uitslag |
| - | ------- | ---------------- | ---------------------------- | ------------------ | ------- |
| 1 | Bamako  | 13 juni 2015     | Afrika Cup 2017 kwalificatie | Mali − Zuid-Soedan | 2 − 0   |
| 2 | Djoeba  | 4 juni 2016      | Afrika Cup 2017 kwalificatie | Zuid-Soedan − Mali | 0 − 3   |
| 3 | Djoeba  | 9 september 2018 | Afrika Cup 2019 kwalificatie | Zuid-Soedan − Mali | 0 − 3   |
| 4 | Bamako  | 23 maart 2019    | Afrika Cup 2019 kwalificatie | Mali − Zuid-Soedan | 3 − 0   |
| 5 | Entebbe | 9 juni 2022      | Afrika Cup 2023 kwalificatie | Zuid-Soedan − Mali | 1 − 3   |
| 6 | Bamako  | 8 september 2023 | Afrika Cup 2023 kwalificatie | Mali − Zuid-Soedan | 4 − 0   |

## Samenvatting
| Competitie              | Totaal gespeeld | Winst Mali | Gelijk | Winst Zuid-Soedan | Doelsaldo Mali – Zuid-Soedan |
| ----------------------- | --------------- | ---------- | ------ | ----------------- | ---------------------------- |
| Afrika Cup-kwalificatie | 6               | 6          | 0      | 0                 | 18 − 1                       |
| Totaal                  | 6               | 6          | 0      | 0                 | 18 − 1                       |

FMF · A-internationals · Bondscoaches · Malinees vrouwenelftal · Olympisch elftal
1960 – 1969 · 
1970 – 1979 · 
1980 – 1989 · 
1990 – 1999 · 
2000 – 2009 · 
2010 – 2019 · 
2020 – 2029
OS 2004
1962 · 
1963 · 
1964 · 
1965 · 
1966 · 
1967 · 
1968 · 
1969 · 
1970 · 
1971 · 
1972 · 
1973 · 
1974 · 
1975 · 
1976 · 
1977 · 
1978 · 
1979 · 
1980 · 
1981 · 
1982 · 
1983 · 
1984 · 
1985 · 
1986 · 
1987 · 
1988 · 
1989 · 
1990 · 
1991 · 
1992 · 
1993 · 
1994 · 
1995 · 
1996 · 
1997 · 
1998 · 
1999 · 
2000 · 
2001 · 
2002 · 
2003 · 
2004 · 
2005 · 
2006 · 
2007 · 
2008 · 
2009 · 
2010 · 
2011 · 
2012 · 
2013 · 
2014 ·
2015 ·
2016 ·
2017 ·
2018 ·
2019 ·
2020 ·
2021 ·
2022 ·
2023 ·
2024
Algerije · 
Angola · 
Benin · 
Botswana · 
Burkina Faso ·
Burundi · 
Centraal-Afrikaanse Republiek ·
China · 
Comoren ·
Congo-Brazzaville · 
Congo-Kinshasa · 
DDR · 
Egypte · 
Equatoriaal-Guinea · 
Eritrea · 
Ethiopië ·
Gabon · 
Gambia · 
Ghana · 
Guinee · 
Guinee-Bissau · 
Iran · 
Ivoorkust · 
Japan ·
Kaapverdië · 
Kameroen · 
Kenia · 
Koeweit · 
Kroatië ·
Liberia · 
Libië · 
Litouwen · 
Madagaskar · 
Malawi · 
Marokko ·
Mauritanië ·
Mozambique ·
Namibië ·
Niger ·
Nigeria ·
Noord-Korea ·
Oeganda ·
Oman ·
Qatar ·
Rwanda ·
Saoedi-Arabië ·
Senegal ·
Seychellen ·
Sierra Leone ·
Soedan ·
Swaziland ·
Togo ·
Tsjaad ·
Tunesië ·
Zambia ·
Zimbabwe ·
Zuid-Afrika ·
Zuid-Korea ·
Zuid-Soedan
SSFA · Zuid-Soedanees vrouwenelftal
Interlands
Tegenstander:
Benin ·
Botswana ·
Burkina Faso ·
Burundi ·
Congo-Brazzaville ·
Congo-Kinshasa ·
Djibouti ·
Egypte ·
Equatoriaal-Guinea ·
Ethiopië ·
Gabon ·
Gambia ·
Jordanië ·
Kameroen ·
Kenia ·
Malawi ·
Mali ·
Mauritanië ·
Mozambique ·
Oeganda ·
Oezbekistan ·
Rwanda ·
Sao Tomé en Principe ·
Senegal ·
Seychellen ·
Soedan ·
Somalië ·
Togo ·
Zuid-Afrika